# 581-й батальйон польової жандармерії
581-й батальйон польової жандармерії (нім. Feldgendarmerie-Abteilung 581) — воєнізований підрозділ польової жандармерії періоду Другої світової війни, що з кінця 1941 складався з козаків.

## Історія
Батальйон сформували напередодні початку війни 2 серпня 1939 у ХІ Військовому окрузі Третього Рейху. Батальйон брав участь у війні з Польщею у вересні 1939, Францією у травні-червні 1940. Був підпорядкований 4-й армії.
Після початку війни з СРСР і появи значної кількості полонених було вирішено укомплектувати батальйон штабом і трьома ескадронами козаків, що було здійснено 1 листопада 1941 року. Батальйон діяв у складі 2-ї армії групи армій «Центр». 15 серпня 1942 його переформатували у 757-й батальйон керування дорожнім рухом (нім. Verkehrs-Regulierungs-Bataillon 757), що складався з чотирьох рот. Вже 22 вересня 1942 особовий склад батальйону передали запасному батальйону польової жандармерії, а на його місце 9 жовтня 1942 ввели три сотні безпеки (нім. Sicherheits-Hundertschaften) (4-ту, 5-ту, 6-ту), що складались з козаків. Незабаром їх перейменували на 4-ту, 5-ту, 6-ту Східні роти 581-батальйону польової жандармерії.
2 квітня 1943 з козачих 1-3 ескадронів сформували 4-ту і 6-ту сотні 580-го східного кавалерійського дивізіону. 12 вересня 1943 козаки батальйону були задіяні у формуванні 649-го східного батальйону.
581-й батальйон завершив війну у Східній Пруссії.